# Lethrus kryzhanovskii
Lethrus kryzhanovskii es una especie de coleóptero de la familia Geotrupidae.

## Distribución geográfica
Habita en Afganistán.